# La Cheppe
La Cheppe és un municipi francès, situat al departament del Marne i a la regió del Gran Est. L'any 2007 tenia 343 habitants.

## Demografia

### Població
El 2007 la població de fet de La Cheppe era de 343 persones. Hi havia 114 famílies, de les quals 16 eren unipersonals (4 homes vivint sols i 12 dones vivint soles), 37 parelles sense fills, 53 parelles amb fills i 8 famílies monoparentals amb fills.
La població ha evolucionat segons el següent gràfic:
Habitants censats

### Habitatges
El 2007 hi havia 119 habitatges, 115 eren l'habitatge principal de la família, 1 era una segona residència i 3 estaven desocupats. 116 eren cases i 3 eren apartaments. Dels 115 habitatges principals, 108 estaven ocupats pels seus propietaris, 5 estaven llogats i ocupats pels llogaters i 2 estaven cedits a títol gratuït; 1 tenia una cambra, 4 en tenien tres, 15 en tenien quatre i 94 en tenien cinc o més. 92 habitatges disposaven pel capbaix d'una plaça de pàrquing. A 42 habitatges hi havia un automòbil i a 66 n'hi havia dos o més.

### Piràmide de població
La piràmide de població per edats i sexe el 2009 era:
| Homes | Edats   | Dones |
| ----- | ------- | ----- |
| 0     | 95 o +  | 0     |
| 4     | 90 a 94 | 0     |
| 0     | 85 a 89 | 8     |
| 4     | 80 a 84 | 0     |
| 4     | 75 a 79 | 0     |
| 8     | 70 a 74 | 12    |
| 4     | 65 a 69 | 4     |
| 8     | 60 a 64 | 12    |
| 12    | 55 a 59 | 4     |
| 16    | 50 a 54 | 16    |
| 8     | 45 a 49 | 8     |
| 12    | 40 a 44 | 12    |
| 16    | 35 a 39 | 12    |
| 8     | 30 a 34 | 8     |
| 4     | 25 a 29 | 0     |
| 8     | 20 a 24 | 4     |
| 4     | 15 a 19 | 16    |
| 24    | 10 a 14 | 0     |
| 4     | 5 a 9   | 8     |
| 4     | 0 a 4   | 8     |

## Economia
El 2007 la població en edat de treballar era de 206 persones, 160 eren actives i 46 eren inactives. De les 160 persones actives 156 estaven ocupades (86 homes i 70 dones) i 4 estaven aturades (1 home i 3 dones). De les 46 persones inactives 12 estaven jubilades, 19 estaven estudiant i 15 estaven classificades com a «altres inactius».

### Ingressos
El 2009 a La Cheppe hi havia 113 unitats fiscals que integraven 336 persones, la mediana anual d'ingressos fiscals per persona era de 20.756 €.

### Activitats econòmiques
Dels 7 establiments que hi havia el 2007, 1 era d'una empresa de fabricació d'altres productes industrials, 2 d'empreses de construcció, 1 d'una empresa de comerç i reparació d'automòbils, 2 d'empreses d'informació i comunicació i 1 d'una empresa financera.
Dels 3 establiments de servei als particulars que hi havia el 2009, 1 era un taller de reparació d'automòbils i de material agrícola, 1 guixaire pintor i 1 fusteria.
L'any 2000 a La Cheppe hi havia 20 explotacions agrícoles que ocupaven un total de 1.872 hectàrees.

## Poblacions més properes
El següent diagrama mostra les poblacions més properes.